# Erin Attwell
Erin Attwell (12 maart 1999) is een Canadees baan- en voormalig wegwielrenster.

## Carrière
Attwell nam in 2019 deel aan de Pan-Amerikaanse Spelen in Lima. Ze behaalde tijdens deze spelen samen met Laurie Jussaume, Miriam Brouwer en Maggie Coles-Lyster een tweede plaats op de ploegenachtervolging. Bij de Olympische Spelen van 2024 werd ze achtste op de ploegenachtervolging die ze samen reed met Ariane Bonhomme, Coles-Lyster en Sarah Van Dam.

## Privé
Ze heeft een tweelingbroer genaamd Adam die op de Canadese kampioenschappen baanwielrennen van 2017 goud won bij de kilometer tijdrit.

## Overwinningen

### Wegwielrennen
2015
 Canadees kampioenschap tijdrijden, junioren
2016
 Canadees kampioen op de weg, junioren
2017
 Canadees kampioenschap tijdrijden, junioren
 Canadees kampioenschap op de weg, junioren

### Baanwielrennen
| Jaar       | CK                                                                  | PK                   | WK                      | Overig                                         |
| Als junior | Als junior                                                          | Als junior           | Als junior              | Als junior                                     |
| ---------- | ------------------------------------------------------------------- | -------------------- | ----------------------- | ---------------------------------------------- |
| 2016       | teamsprint · 500m tijdrit · achtervolging · sprint · punenkoers     |                      |                         |                                                |
| Als elite  |                                                                     |                      |                         |                                                |
| 2018       | ploegenachtervolging                                                | ploegenachtervolging |                         |                                                |
| 2019       | ploegenachtervolging · 5e omnium · 6e 500m tijdrit                  |                      |                         | Pan-Amerikaanse Spelen: · ploegenachtervolging |
| 2020       | ploegenachtervolging                                                |                      |                         |                                                |
| 2021       |                                                                     |                      | 4e ploegenachtervolging |                                                |
| 2022       | koppelkoers · omnium · 4e achtervolging · 5e 500m tijdrit           | ploegenachtervolging | 7e ploegenachtervolging |                                                |
| 2023       | koppelkoers · omnium · scratch · 4e achtervolging · 6e 500m tijdrit | ploegenachtervolging | 8e ploegenachtervolging |                                                |
| 2024       |                                                                     |                      |                         | Olympische Spelen: 8e ploegenachtervolging     |